# متغير W العذراء

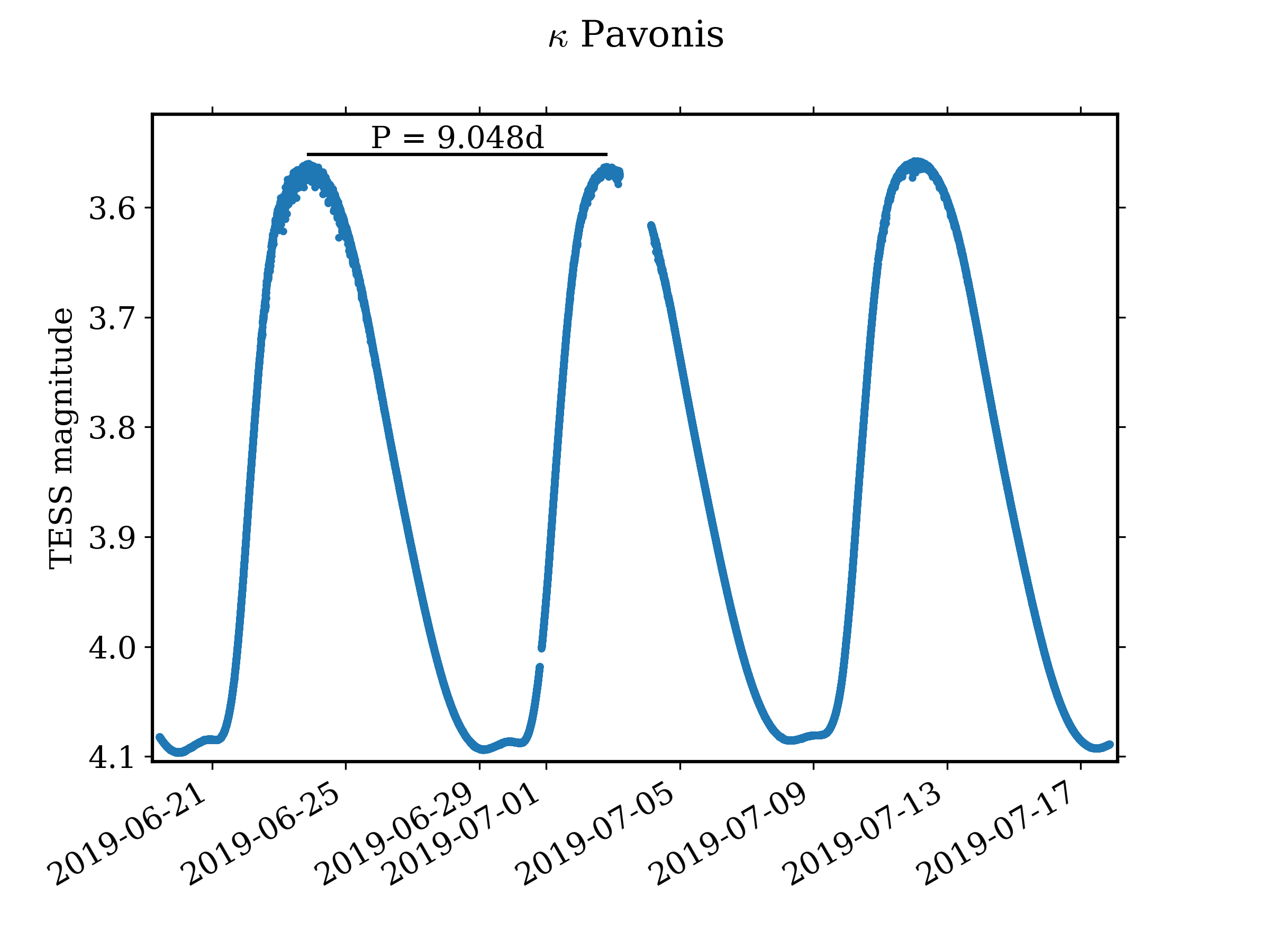
المنحنى الضوئي لنجم كابا الطاووس الذي يتنمي إلى متغيرات العذراء W (متغيرات قيفاوية النوع الثاني) كما تم تسجيلها من قبل القمر الصناعي TESS التابع لوكالة ناسا.

متغيرات العذراء W (بالإنجليزية: W Virginis variables)‏ صنف فرعي من النجوم المتغيرة القيفاوية ينتمي إلى المتغيرات القيفاوية النوع الثاني، التي تملك فترة نبضية بين 10-20 يوم، وبمرتبة طيفية بين F6-K2.
تم تصنيفهم للمرة الأولى كصنف مختلف عن المتغيرات القيفاوية الكلاسيكية من قبل فالتر بادي سنة 1942 في دراسة عن القيفاويات في مجرة أندروميدا والتي توصلت إلى أن النجوم في تلك المجرة كانت من جمهرتين.

## طالع أيضًا
- نجم متغير
- نجم متغير شبة منتظم
- متغير قيفاوي
- متغير قيفاوي كلاسيكي

## روابط خارجية
- أطلس OGLE لمنحنيات ضوء متغيرات العذراء W